# 19438 Khaki
19438 Khaki este un asteroid din centura principală de asteroizi.

## Descriere
19438 Khaki este un asteroid din centura principală de asteroizi. A fost descoperit pe 24 martie 1998 la Socorro, New Mexico, în cadrul proiectului LINEAR. Asteroidul prezintă o orbită caracterizată de o semiaxă mare de 2,30 ua, o excentricitate de 0,06 și o înclinație de 4,8° în raport cu ecliptica.